# Sturmpistole
La Sturmpistole (traducido al español como Pistola de asalto) fue un intento de Alemania durante la Segunda Guerra Mundial para crear un arma multipropósito que pudiera ser utilizada por cualquier soldado de infantería. Consistía en una Leuchtpistole (pistola de bengalas en español) modificada que podía disparar una variedad de granadas, inclusive la Panzerwurfkörper 42 de carga hueca y 600 g (1 lb 5 oz), que podría penetrar 80 mm de blindaje homogéneo laminado. La idea no fue seguida con empeño y pasó a segundo plano respecto a los fusiles antitanque contemporáneos y posteriores desarrollos de armas, tales como el Panzerfaust y el Panzerschreck.

## Historia y desarrollo
La Sturmpistole era un arma multipropósito para señalizar, iluminar, marcar objetivos u ocultar con una granada fumígena. Más tarde, durante la Segunda Guerra Mundial, se desarrollaron proyectiles explosivos para ofrecer a las tropas alemanas un lanzagranadas pequeño y ligero para atacar objetivos a corta distancia que no podían ser atacados satisfactoriamente con armas de infantería o artillería sin poner en peligro a las tropas amigas. Se conoce la existencia de conversiones de la Leuchtpistole 34 y la Leuchtpistole 42. La conversión incluyó agregar una culata y miras para los diferentes modelos de granadas.
Las Sturmpistole entregadas a Rumania fueron empleadas por los batallones de Pioneros.

## Munición
Los proyectiles disponibles incluyen: 
- Cartucho de bengala multi-estrellas: este era una bengala multi-estrellas, que contenía tres estrellas rojas y tres verdes, las cuales podían configurarse para seis combinaciones de colores diferentes.
- Panzerwurfkörper 42: Esta era una granada HEAT que se podía usar contra vehículos blindados. Tenía un alcance de 60 m (75 yardas) y podría penetrar 80 mm (3.1 in) de BHL. Su diseño era similar al de la Wurfkörper 361 y el interior de su casquillo estaba estriado.
- Wurfgranate Patrone 326: Esta era una pequeña granada explosiva de retrocarga, estabilizada por aletas y con una espoleta en su punta, diseñada para disparos directos en ángulos bajos. No se recomendaba su uso más allá de 180 m (200 yardas) a causa de su imprecisión, o a menos de 46 m (50 yardas) debido al riesgo de las esquirlas.[1]
- Wurfkörper 361: La Wurfkorper 361 se creó al atornillar una varilla de baquelita o madera en una Eihandgranate 39, que permitía dispararla desde una Leuchtpistole. Primero se cargaba un cartucho de fogueo con casquillo de latón o aluminio en la recámara de la pistola. Luego se introducía la varilla por la boca del cañón hasta que se encajaba en la boca del cartucho de fogueo, se cerraba la recámara y el arma podía dispararse. La Wurfkörper 361 era empleada para fuego indirecto de alto ángulo, donde sus esquirlas serían útiles. La Wurfkörper 361 no se recomendaba para emplearse a menos de 46 m (50 yardas) debido al riesgo de las esquirlas y su alcance máximo se limitaba aproximadamente a 78 m (85 yardas) en un ángulo de 45°, porque la granada tenía un espoleta cronométrica de 4,5 segundos.

## Galería

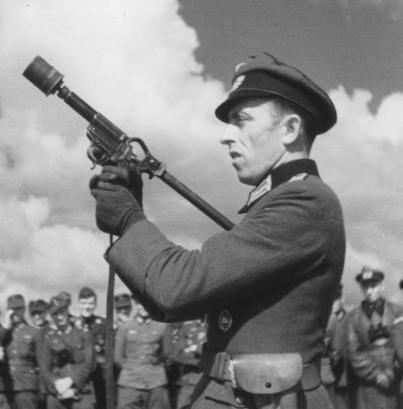
Oficial apuntando una Sturmpistole con granada HE, probablemente basada en la Stielhandgranate 43.
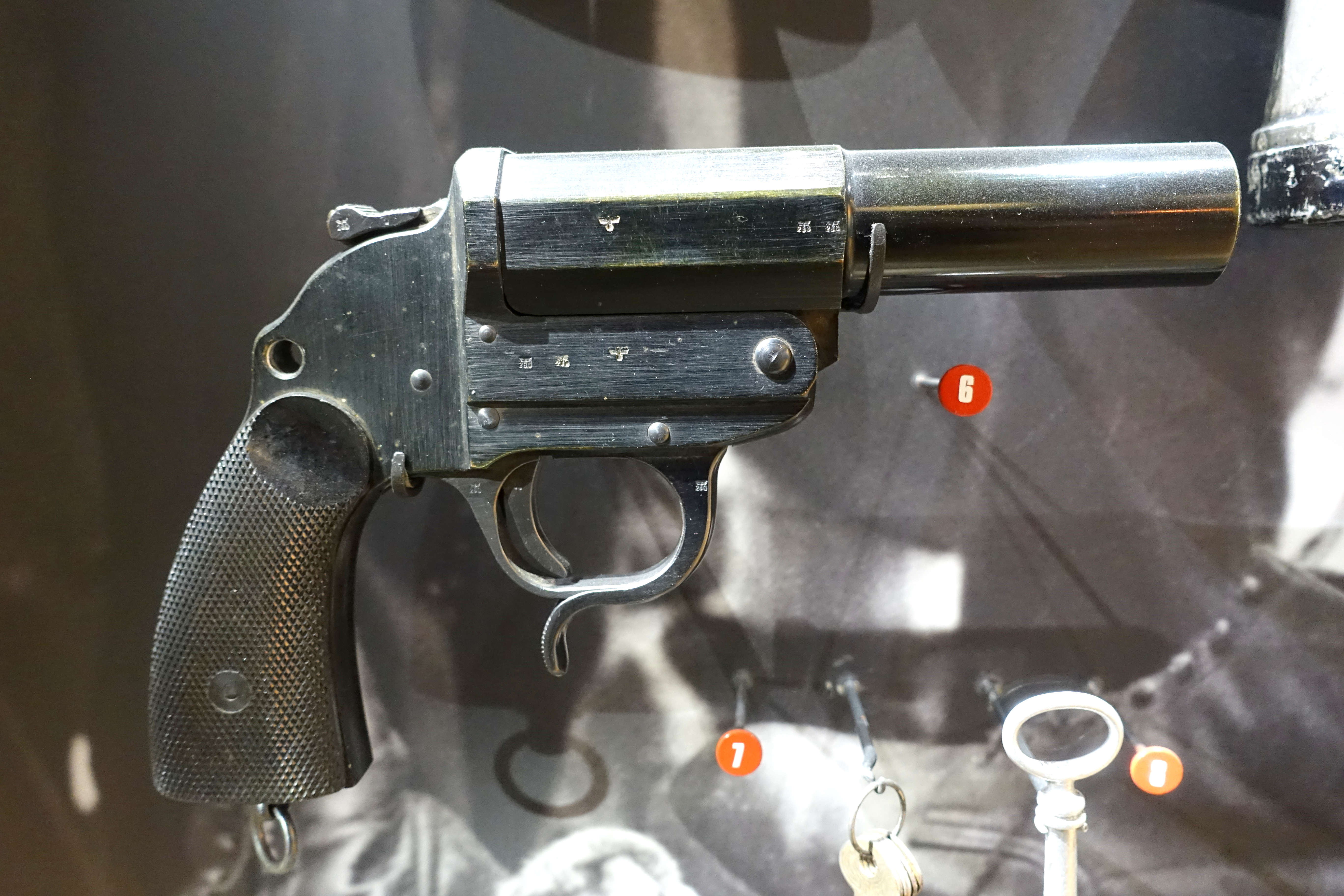
Una Leuchtpistole 34.
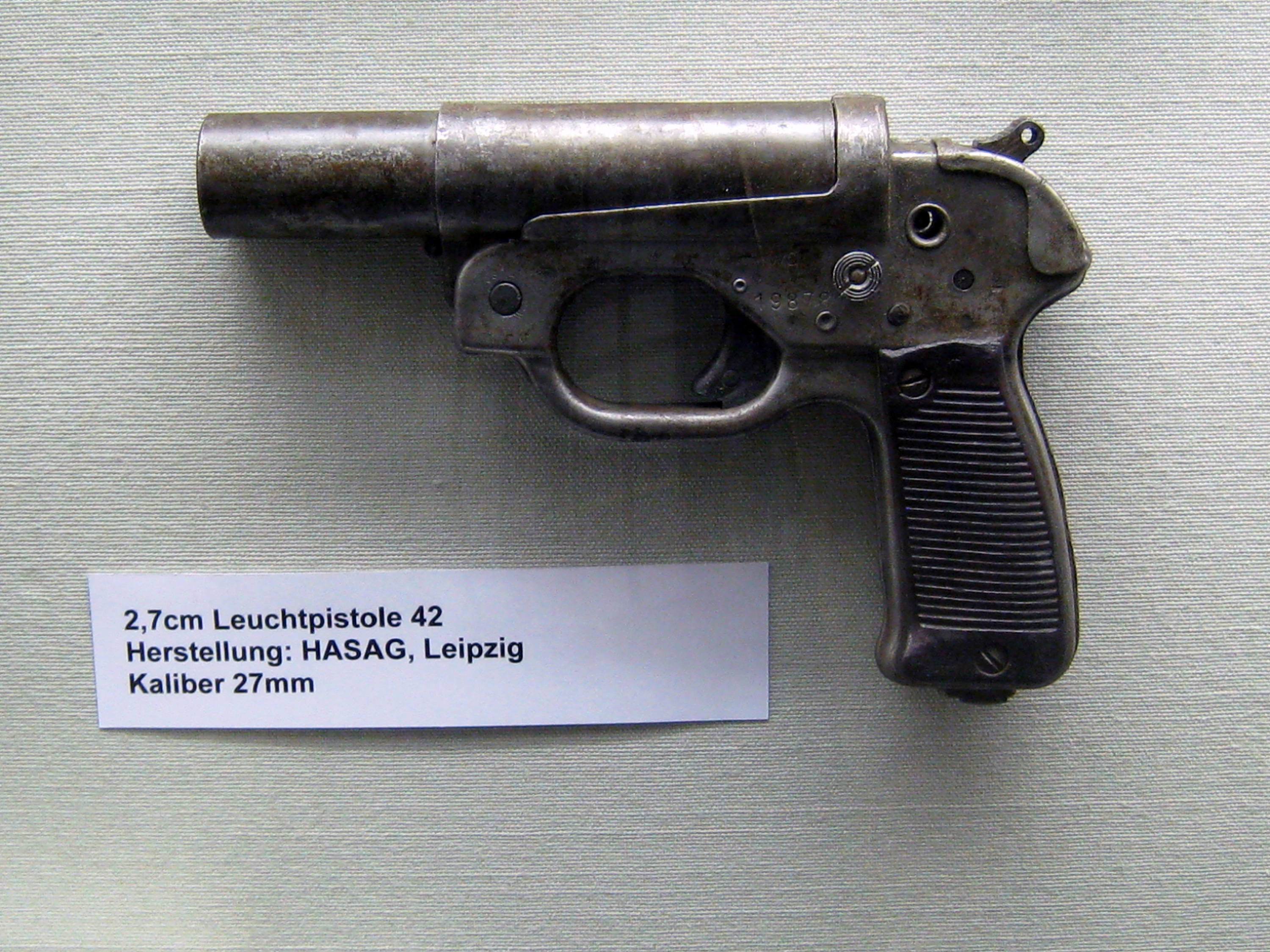
Una Leuchtpistole 42.
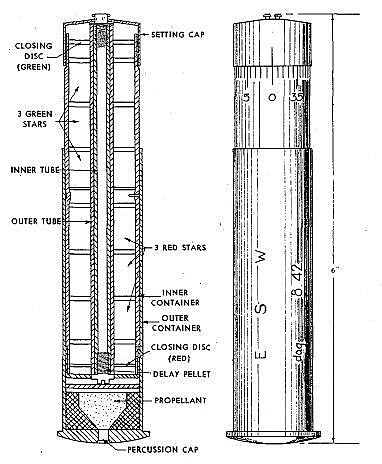
Diagrama del cartucho multi-estrella.
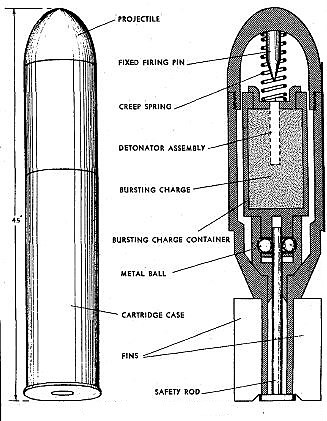
Diagrama de la Wurfgranate Patrone 326.
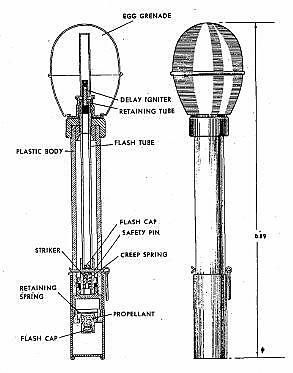
Diagrama de la Wurfkörper 361.